# ریموند بوردری
ریموند بوردری (فرانسوی: Raymond Borderie‎؛ ‏ ۳۰ مارس ۱۸۹۷ – ۱۲ ژوئیهٔ ۱۹۸۲) تهیه‌کننده فیلم اهل کشور فرانسه بود. وی بین سال‌های ۱۹۳۴ تا ۱۹۶۸ تهیه کنندهٔ بیش از ۳۰ فیلم بوده‌است.